# 目的王國
目的王国（德語：Reich der Zwecke），是康德的定言令式理論一部分。這個理論經常与康德的道德哲學、義務倫理學相提並論。
為了論證定言令式的普遍化，康德在道德形而上学基础(4:439)中，提出了一個王國。這個王國以定言令式为基礎，提倡所有人都為最終目的，而不會把人視為手段，這個王國就是目的王國。

## 定言令式
定言令式，德國哲學家康德在《道德形上學的基礎》中提出的哲學概念。
- 第一形式：只依據那些你可以同時願意它成為普遍法則的準則行動。
- 第二形式：行動時對待人類的方式是，不論是自己或任何一個他人，絕對不能當成只是手段，而永遠要同時當成是目的。
- 第三形式：因此，每一個理性存在者都必須通過他的準則表現出來，他總是作為一個普遍領域的立法者。[6]

## 概述
目的王国是一种烏托邦，源自於康德的定言令式理論。目的王国由理性存在者组成，康德将其定义为能够进行道德判斷（他的定义可扩展到其他领域）的人，他们必须按照普遍法則來行事。並从这个角度来判断自己的行为。
目的王國，翻译为“Kingdom of Ends”，德语单词為「Reich」，亦可翻译为“realm”。康德用它来表示“理性存在者在普遍法则下的系统”。由定言令式建立的普遍法则可用来评估个人行为的价值。當王國中所有人都按照定言令式來生活时——每个人都会将所有人视为最終目的，而不是把人視作实现目标的手段。
只要人们服从普遍法则，他就属于目的王国。理性存在者在制定法則时将自己视为立法者，在服从法則时則将自己视为普通市民。因此，道德行为是出于对目的王国所有普遍法则的尊重。如此下來，每個人都擁有尊嚴。
在他的宗教著作中，康德将天国解释为目的王国的宗教象征。因此，它是人类宗教和政治组织的最终目标。